# Parole chiave. Modelli critici
Parole chiave. Modelli critici (Stichworte. Kritische Modelle) è una raccolta degli ultimi saggi scritti da Theodor Wiesengrund Adorno, pubblicati postumi nel 1969.

## Annotazioni sul pensiero filosofico
Il primo saggio, dedicato ad Herbert Marcuse, parte da un'analisi della filosofia di Kant e del concetto di appercezione trascendentale per affrontare la problematica relativa al rapporto tra soggetto ed oggetto. Adorno sostiene che la rivoluzione copernicana attuata da Kant conferma suo malgrado la priorità dell'oggetto. Infatti il soggetto fondante, l'Io penso kantiano, ha sempre un momento passivo con il quale si riferisce all'oggetto.
Il soggetto deve quindi concentrarsi nell'oggetto, sprofondare in esso, senza lasciarsi inibire dalle opinioni preconcette e soggettive. Tale procedimento esprime la libertà del pensiero filosofico: la riflessione filosofica deve essere sempre autonoma, ma al contempo deve rimanere sempre in stretto contatto con la cosa.

## Ragione e rivelazione
In questo saggio Adorno analizza la perdita di contenuto del concetto di rivelazione provocata dal processo di secolarizzazione. Inversamente a questo processo, oggi si assiste ad una rinascita del religioso che secondo Adorno assume dei toni oscurantistici. Tale rinascita si esprime attraverso la filosofia esistenziale di Kierkegaard ed i suoi molteplici sviluppi nel corso del Novecento.
Il nuovo concetto di rivelazione indica un vincolo eteronomo alla ragione, che viene scelto in seguito alla meccanizzazone ed atomizzazione della ragione stessa. Adorno è però critico nei confronti di questo motivo disfattistico, per cui non sussiste più alcuna differenza tra ragione e rivelazione, poiché entrambe esprimono la debolezza dell'Io ed il suo bisogno di un vincolo esteriore.
Di fronte al concetto di rivelazione Adorno si fa invece portavoce del divieto ebraico relativo alla rappresentazione ed all'immagine di Dio.

## Progresso
Adorno critica il concetto di progresso. Da un lato esso coincide con l'apologia dell'esistente, con la deificazione della storia. D'altro canto, se si cercasse di liberare il concetto di progresso dalla temporalità, come avviene nel cristianesimo, il progresso non avrebbe più alcun contenuto.
Il concetto di progresso è un concetto dialettico. Il progresso infatti significa liberazione dal mito e dalla natura, ma al contempo coincide sempre con il dominio dell'uomo sulla natura, con l'apologia del potere sociale. Il progresso coincide quindi con la cattiva coscienza, con l'atto di violenza del principio di identità sul non-identico.
Malgrado quest'aspetto Adorno è molto critico nei confronti delle teorie che negano qualsiasi progresso; esse sfociano nel decadentismo, nell'irrazionalismo e nella teoria dell'eterno ritorno. Secondo Adorno tutte queste dottrine sono contagiate dal concetto cristiano di peccato originale secondo il quale, poiché l'umanità è malvagia, nessun progresso è possibile. Per questa ragione l'idea di progresso è oggi bloccata.
Di fronte a questa situazione è illusorio anche il tentativo dell'esistenzialismo politico di Sartre, che contrappone all'onnipotenza sociale il libero soggetto isolato.

## Glossa sulla personalità
Adorno critica la perdita di contenuto del concetto di personalità. Mentre in Kant tale termine si legava all'idea della dignità col tempo esso ha perduto il suo valore poiché il criterio di valutazione della personalità è basato sul livello del potere e di dominio sugli uomini.
Adorno evidenzia come invece di "avere una personalità", oggi "si è una personalità", cioè si feticizza l'esistente, l'uomo così come è. In questo modo viene sacrificato il concetto di autonomia, di opposizione e di libertà che risuonava nel concetto kantiano di personalità, che corrisponde al concetto della coscienza critica.

## Tempo libero
È celebre la critica che Adorno rivolge al tempo libero ed agli hobby. Questi vengono definiti da Adorno delle pseudo attività apparenti e illusorie che vengono istituzionalizzate: per cui l'individuo crede di agire secondo la propria volontà e di essere libero, mentre, in realtà, egli è tanto più incatenato al lavoro.

## L'educazione dopo Auschwitz
Per evitare che Auschwitz si ripeta occorre mantenere l'autonomia della coscienza morale da norme eteronome ed esterne ad essa.
Bisogna inoltre assumere un atteggiamento razionale nei confronti della tecnica, evitando la feticizzazione della tecnica che ha portato alla tragedia del totalitarismo.

## Esperienze scientifiche in America
In questo saggio Adorno racconta la sua esperienza di emigrante negli Stati Uniti, dove collaborò al Radio Research Project di Princeton ed organizzò gli studi sociologici sulla Personalità autoritaria.

## Risposta alla domanda: cos'è tedesco?
In questo saggio Adorno analizza l'ideologia nazionale che attribuisce una superiorità alla lingua tedesca e che contrappone la civiltà spirituale della Germania alla civiltà tecnologica degli Stati Uniti da un lato, al comunismo russo dall'altro. L'ideologia tedesca diviene apologetica e regredisce a stadi arcaici, contribuendo così alla formazione del totalitarismo.

## Su soggetto e oggetto
Il saggio è un riassunto dei contenuti teoretici fondamentali della Dialettica negativa, dove Adorno evidenzia come il soggetto e l'oggetto abbiano bisogno l'uno dell'altro. Se da un lato l'indistinta unità di soggetto e oggetto rappresenta il terrore del cieco contesto naturale, d'altro canto la scissione tra i due poli della dialettica contribuisce alla loro ipostatizzazione.
Adorno teorizza il primato dell'oggetto dato dalla totalità sociale. Tuttavia anche l'oggetto è mediato dall'attività del soggetto, dalla sua determinazione gnoseologica. Dunque sia il soggetto che l'oggetto sono vicendevolmente mediati e la verità consiste nella comunicazione della differenziazione dialettica tra i due poli della conoscenza.